# Gemeentebelangen Kontich-Waarloos
Gemeentebelangen Kontich-Waarloos was een Belgische lokale politieke partij te Kontich.

## Geschiedenis
Bij de gemeenteraadsverkiezingen van 1976 was de CVP de grootste partij geworden. Ze overtuigde die stembusgang 48,36% van de kiezers, goed voor 14 van de 25 zetels in de gemeenteraad. Onderlinge verdeeldheid over de aanstelling van de schepenen veroorzaakte evenwel een afscheuring binnen de partij, waarbij Louis Verhaert en Frans Van de Velde besloten een eigen fractie op te richten onder de naam Kristelijke Vlaamse Belangen (CVB). Vervolgens vormde deze een bestuursmeerderheid met PVV, BSP en de Volksunie. Dienstdoend burgemeester werd Verhaert, deze werd evenwel een jaar later (januari 1978) opgevolgd door BSP-er Jean Van den Wijngaert. Wel bleef Verhaert schepen van onder meer Onderwijs, evenals partijgenoot Van de Velde die belast was met de bevoegdheden Ruimtelijke Ordening en Middenstand.
In de aanloop naar de stembusgang van 1982 werd de CVB omgevormd tot Gemeentebelangen Kontich-Waarloos. Lijsttrekker was Verhaert, eveneens op deze kieslijst bevond zich voormalig burgemeester van Waarloos Marcel Meert. Die verkiezingen werd zowel Verhaert als Van de Velde herverkozen. De partij zelf overtuigde 8,25% van de kiezers, maar belandde in de oppositie.